# Cajamarca (ort)
Cajamarca är en ort i Colombia.   Den ligger i departementet Tolima, i den centrala delen av landet, 150 km väster om huvudstaden Bogotá. Cajamarca ligger 1 827 meter över havet och antalet invånare är 9 309.
Terrängen runt Cajamarca är bergig åt nordväst, men åt sydost är den kuperad. Cajamarca ligger nere i en dal. Runt Cajamarca är det ganska tätbefolkat, med 60 invånare per kvadratkilometer. Det finns inga andra samhällen i närheten. I omgivningarna runt Cajamarca växer i huvudsak städsegrön lövskog.